# Centauro (corpo menor do Sistema Solar)
| Sol Troianos de Júpiter (6.178) Disco disperso (>300) Troianos de Netuno (9) | Planetas gigantes: (J) · (S) · (U) · (N) Centauros (44.000) Cinturão de Kuiper (>100.000) |

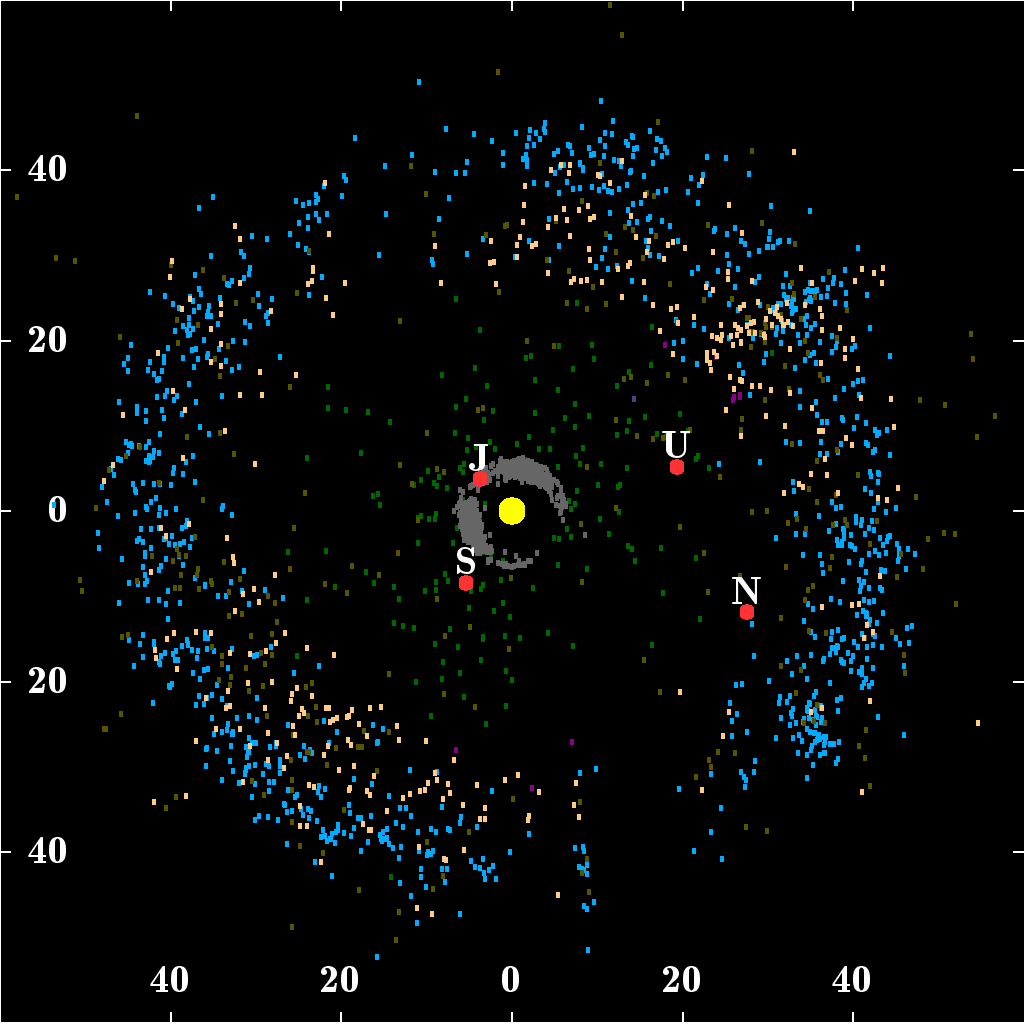
Posições de objetos conhecidos do Sistema Solar exterior. Os centauros orbitam geralmente dentro do cinturão de Kuiper e fora dos troianos de Júpiter.
(escala em AU; época a partir de janeiro de 2015; número de objetos entre parênteses)

Na astronomia planetária, um centauro é um corpo menor do Sistema Solar com um periélio ou um semieixo maior entre os dos planetas externos (entre Júpiter e Netuno). Os centauros geralmente têm órbitas instáveis porque cruzam ou cruzaram as órbitas de um ou mais planetas gigantes; quase todas as suas órbitas têm vidas dinâmicas de apenas alguns milhões de anos, mas há um centauro conhecido, 514107 Kaʻepaokaʻawela, que pode estar em uma órbita estável (embora retrógrada). Centauros normalmente exibem as características de asteroides e cometas. Essa denominação é inspirada nos centauros mitológicos, que eram uma mistura de cavalo e humano. O viés observacional em relação a objetos grandes dificulta a determinação da população total de centauros. As estimativas para o número de centauros no Sistema Solar com mais de 1 km de diâmetro variam de 44.000 a mais de 10.000.000.
O primeiro centauro a ser descoberto, sob a definição do Laboratório de Propulsão a Jato e o utilizado aqui, foi o 944 Hidalgo em 1920. No entanto, eles não foram reconhecidos como uma população distinta até a descoberta de 2060 Quíron em 1977. O maior centauro confirmado é 10199 Cáriclo, que com 260 quilômetros de diâmetro é tão grande quanto um asteroide de tamanho médio do cinturão principal e é conhecido por ter um sistema de anéis. Foi descoberto em 1997.
Nenhum centauro foi fotografado de perto, embora haja evidências de que a lua de Saturno, Febe, fotografada pela sonda espacial Cassini em 2004, pode ser um centauro capturado que se originou no cinturão de Kuiper. Além disso, o Telescópio Espacial Hubble coletou algumas informações sobre as características da superfície de 8405 Asbolo.
Ceres pode ter se originado na região dos planetas externos, e se assim for pode ser considerado um ex-centauro, mas os centauros vistos hoje se originaram em outros lugares.
Dos objetos conhecidos por ocuparem órbitas semelhantes a centauros, aproximadamente 30 foram encontrados para exibir comas de poeira semelhantes a cometas, com três, 2060 Quíron, 60558 Equeclo e 29P/Schwassmann-Wachmann 1, tendo níveis detectáveis de produção volátil em órbitas inteiramente além de Júpiter. Quíron e Equeclo são, portanto, classificados como centauros e cometas, enquanto Schwassmann-Wachmann 1 sempre teve a designação de cometa. Outros centauros, como 52872 Ocírroe, são suspeitos de terem entrado em coma. Espera-se que qualquer centauro que seja perturbado perto o suficiente do Sol se torne um cometa.

## Classificação
A definição genérica de centauro é um corpo menor que orbita o Sol entre Júpiter e Netuno e cruza as órbitas de um ou mais dos planetas gigantes. Devido à inerente instabilidade de longo prazo das órbitas nesta região, mesmo centauros como 2000 GM137 e 2001 XZ255, que atualmente não cruzam a órbita de nenhum planeta, estão em órbitas gradualmente alteradas que serão perturbadas até que comecem a cruzar o órbita de um ou mais dos planetas gigantes. Alguns astrônomos consideram centauros apenas corpos com semieixo maiores na região dos planetas exteriores; outros aceitam qualquer corpo com periélio na região, pois suas órbitas são igualmente instáveis.

### Critérios discrepantes
No entanto, diferentes instituições têm critérios diferentes para classificar objetos de fronteira, com base em valores particulares de seus elementos orbitais:
- O Minor Planet Center (MPC) define os centauros como tendo um periélio além da órbita de Júpiter (5.2 UA < q) e um eixo semimaior menor que o de Netuno (a < 30.1 UA).[9] Embora hoje em dia o MPC frequentemente liste centauros e objetos de disco disperso juntos como um único grupo.
- O Laboratório de Propulsão a Jato (JPL) define de forma semelhante os centauros como tendo um semieixo maior, a, entre os de Júpiter e Netuno (5.5 UA ≤ a ≤ 30.1 UA).[10]
- Em contraste, o Deep Ecliptic Survey (DES) define centauros usando um esquema de classificação dinâmico. Essas classificações são baseadas na mudança simulada no comportamento da órbita atual quando estendida por 10 milhões de anos. O DES define centauros como objetos não ressonantes cujos periélios instantâneos (osculantes) são menores que o semieixo maior osculador de Netuno a qualquer momento durante a simulação. Esta definição pretende ser sinônimo de órbitas de cruzamento de planetas e sugerir tempos de vida comparativamente curtos na órbita atual.[11]
- A coleção The Solar System Beyond Neptune (2008) define objetos com um semieixo maior entre os de Júpiter e Netuno e um parâmetro de Tisserand relativo a Júpiter acima de 3.05 como centauros, classificando os objetos com um parâmetro de Tisserand relativo a Júpiter abaixo deste e, para excluir objetos do cinturão de Kuiper, um periélio arbitrário cortado a meio caminho de Saturno (q ≤ 7.35 UA) como cometas da família de Júpiter e classificar esses objetos em órbitas instáveis com um eixo semimaior maior que o de Netuno como membros do disco disperso.[12]
- Outros astrônomos preferem definir centauros como objetos que não são ressonantes com um periélio dentro da órbita de Netuno que provavelmente cruzará a esfera de Hill de um gigante gasoso nos próximos 10 milhões de anos,[13] de modo que os centauros podem ser pensados como objetos dispersos para dentro e que interagem mais fortemente e se espalham mais rapidamente do que objetos de disco disperso típicos.
- O JPL Small-Body Database lista 452 centauros.[14] Existem 116 objetos transnetunianos adicionais (objetos com um eixo semimaior maior que o de Netuno, ou seja, 30.1 UA ≤ a) com um periélio mais próximo que a órbita de Urano (q ≤ 19.2 UA).[15]

### Objetos ambíguos
Os critérios de Gladman & Marsden (2008) tornariam alguns objetos cometas da família de Júpiter: Ambos Equeclo (q = 5.8 UA, TJ = 3.03) e Ocírroe (q = 5.8 UA; TJ = 2.95) foram tradicionalmente classificados como centauros. Tradicionalmente considerado um asteroide, mas classificado como centauro pelo Laboratório de Propulsão a Jato (JPL), Hidalgo (q = 1.95 AU; TJ = 2.07) também mudaria de categoria para um cometa da família de Júpiter. 29P/Schwassmann-Wachmann 1 (q = 5.72 AU; TJ = 2.99) foi categorizado como um centauro e um cometa da família de Júpiter, dependendo da definição usada.
Outros objetos capturados entre essas diferenças nos métodos de classificação incluem (44594) 1999 OX3, que tem um semieixo maior de 32 UA, mas cruza as órbitas de Urano e Netuno. Está listado como um centauro externo pelo Deep Ecliptic Survey (DES). Entre os centauros internos, (434620) 2005 VD, com uma distância de periélio muito próxima de Júpiter, é listado como um centauro tanto pelo JPL quanto pelo DES.
Uma simulação orbital recente da evolução dos Objetos do Cinturão de Kuiper através da região dos centauros identificou um "portal orbital" de curta duração entre 5.4 e 7.8 UA através do qual 21% de todos os centauros passam, incluindo 72% dos centauros que se tornam Cometas da família de Júpiter. Quatro objetos são conhecidos por ocupar esta região, incluindo 29P/Schwassmann-Wachmann, P/2010 TO20 LINEAR-Grauer, P/2008 CL94 Lemmon e 2016 LN8, mas as simulações indicam que pode haver mais de 1.000 objetos >1 km em raio que ainda não foram detectados. Os objetos nesta região de portal podem exibir atividade significativa e estão em um importante estado de transição evolutiva que confunde ainda mais a distinção entre as populações de cometas centauros e da família de Júpiter.
O Comitê de Nomenclatura de Corpos Menores da União Astronômica Internacional não se pronunciou formalmente sobre nenhum lado do debate. Em vez disso, adotou a seguinte convenção de nomenclatura para tais objetos: condizente com suas órbitas de transição semelhantes a centauros entre objetos transnetunianos e cometas, "objetos em órbitas instáveis, não ressonantes, de cruzamento de planetas gigantes com semieixo maiores que os de Netuno" devem ser nomeado para outras criaturas míticas híbridas e que mudam de forma. Até agora, apenas os objetos binários Ceto e Fórcis e Tifão e Equidna foram nomeados de acordo com a nova política.
Centauros com diâmetros medidos listados como possíveis planetas anões de acordo com o site de Michael E. Brown incluem 10199 Cáriclo, (523727) 2014 NW65 e 2060 Quíron.

## Órbitas

Órbitas de centauros conhecidos

### Distribuição
O diagrama ilustra as órbitas dos centauros conhecidos em relação às órbitas dos planetas. Para objetos selecionados, a excentricidade das órbitas é representada por segmentos vermelhos (que se estendem do periélio ao afélio).
As órbitas dos centauros mostram uma ampla gama de excentricidade, desde altamente excêntricas (Folo, Asbolo, Âmico, Nesso) até mais circulares (Cáriclo e os cruzadores de Saturno Tereu e Ocírroe).
Para ilustrar o alcance dos parâmetros das órbitas, o diagrama mostra alguns objetos com órbitas muito incomuns, plotados em amarelo:
- 1997 MD10 segue uma órbita extremamente excêntrica (e = 0.947), levando-o de dentro da órbita da Marte (1.54 UA) para bem além de Netuno (> 51 UA)
- 2004 XQ190 segue uma órbita quase circular (e < 0.020)
- 2015 BE384 tem a menor inclinação (i < 0.2°)
- 2017 RR2 é um de uma pequena proporção de centauros com uma inclinação prógrado extrema (i > 60°). Ele segue uma órbita tão inclinada (87°) que, enquanto cruza a distância do cinturão de asteroides do Sol até além da distância de Saturno, se sua órbita for projetada no plano da órbita de Júpiter, ela nem chega a até Júpiter.

Mais de uma dúzia de centauros conhecidos seguem órbitas retrógradas. Suas inclinações variam de modestas (por exemplo, 160° para Dioretsa) a extremas (i < 120°; por exemplo, 105° para (342842) 2008 YB3. Dezessete desses centauros retrógrados de alta inclinação foram controversamente reivindicados como tendo origem interestelar.

### Mudança de órbita

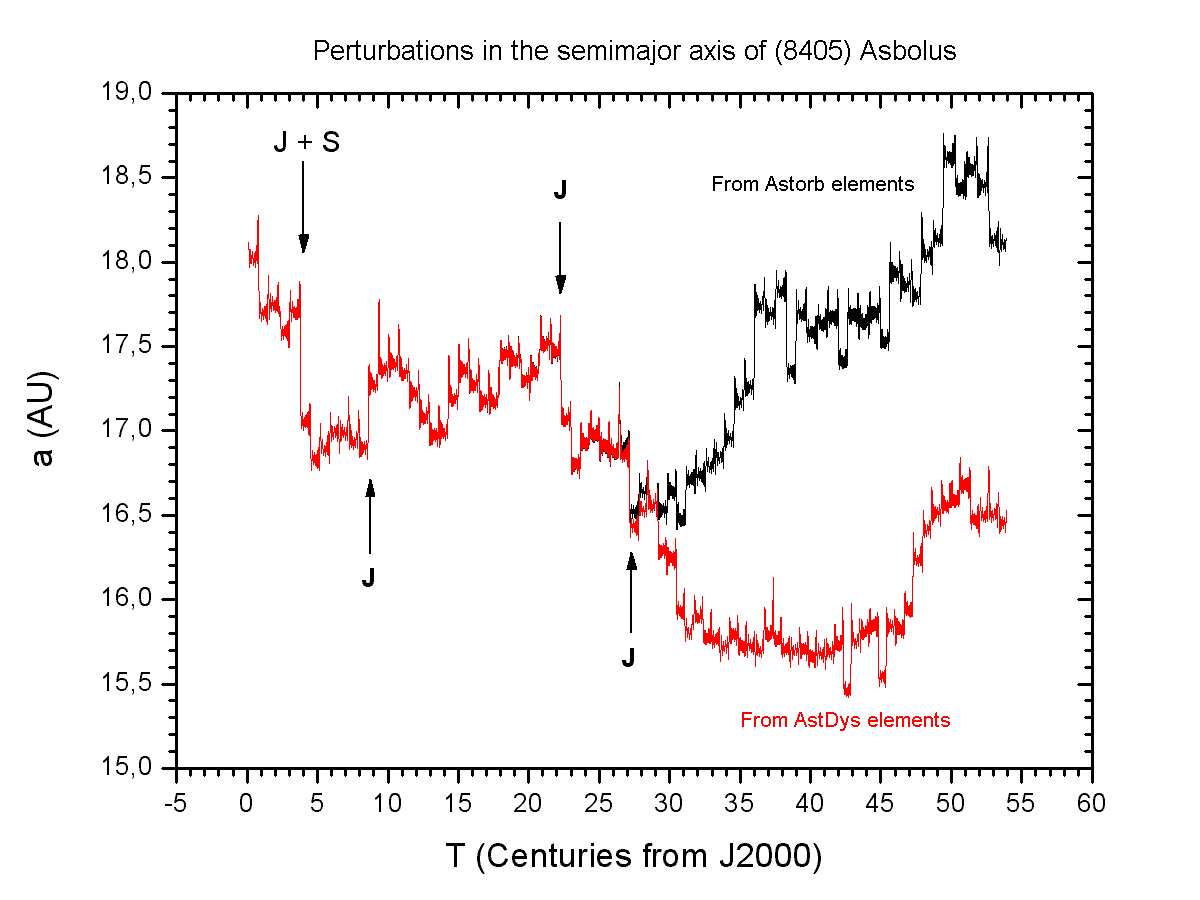
O semieixo maior de Asbolo durante os próximos anos, usando duas estimativas ligeiramente diferentes dos elementos orbitais atuais. Após o encontro com Júpiter no ano 4713, os dois cálculos divergem.

Como os centauros não são protegidos por ressonâncias orbitais, suas órbitas são instáveis em uma escala de tempo de 106–107 anos. Por exemplo, 55576 Âmico está em uma órbita instável perto da ressonância 3:4 de Urano. Estudos dinâmicos de suas órbitas indicam que ser um centauro é provavelmente um estado orbital intermediário de objetos em transição do cinturão de Kuiper para a família de cometas de curto período de Júpiter.
Os objetos podem ser perturbados a partir do cinturão de Kuiper, onde eles se cruzam com Netuno e interagem gravitacionalmente com aquele planeta (ver teorias de origem). Eles então são classificados como centauros, mas suas órbitas são caóticas, evoluindo de forma relativamente rápida à medida que o centauro faz repetidas aproximações a um ou mais dos planetas exteriores. Alguns centauros evoluirão para órbitas que cruzam Júpiter, onde seus periélios podem ser reduzidos ao Sistema Solar interno e podem ser reclassificados como cometas ativos na família de Júpiter se exibirem atividade cometária. Os centauros acabarão colidindo com o Sol ou um planeta ou então podem ser ejetados para o espaço interestelar após uma aproximação de um dos planetas, particularmente Júpiter.

## Características físicas
O tamanho relativamente pequeno dos centauros impede a observação remota de superfícies, mas índices de cores e espectros podem fornecer pistas sobre a composição da superfície e informações sobre a origem dos corpos.

### Cores

Distribuição de cores dos centauros

As cores dos centauros são muito diversas, o que desafia qualquer modelo simples de composição de superfície. No diagrama lateral, os índices de cores são medidas de magnitude aparente de um objeto através dos filtros azul (B), visível (V) (ou seja, verde-amarelo) e vermelho (R). O diagrama ilustra essas diferenças (em cores exageradas) para todos os centauros com índices de cores conhecidos. Para referência, duas luas: Tritão e Febe, e o planeta Marte são plotados (rótulos amarelos, tamanho fora de escala).
Centauros parecem ser agrupados em duas classes:
- Muito vermelho – por exemplo 5145 Folo
- Azul (ou cinza-azulado, segundo alguns autores) – por exemplo 2060 Quíron ou 2020 MK4

Existem inúmeras teorias para explicar essa diferença de cor, mas elas podem ser divididas em duas categorias:
- A diferença de cor resulta de uma diferença na origem e/ou composição do centauro (ver origem abaixo)
- A diferença de cor reflete um nível diferente de intemperismo espacial de radiação e/ou atividade cometária.

Como exemplos da segunda categoria, a cor avermelhada de Folo foi explicada como um possível manto de matéria orgânica vermelha irradiada, enquanto Quíron teve seu gelo exposto devido à sua atividade cometária periódica, dando-lhe um índice azul/cinza. A correlação com atividade e cor não é certa, no entanto, como os centauros ativos abrangem a gama de cores do azul (Quíron) ao vermelho (166P/NEAT). Alternativamente, Folo pode ter sido expulso recentemente do cinturão de Kuiper, de modo que os processos de transformação da superfície ainda não ocorreram.
Delsanti et al. sugerem múltiplos processos concorrentes: vermelhidão pela radiação e ruborização pelas colisões.

### Espectro
A interpretação dos espectros geralmente é ambígua, relacionada ao tamanho das partículas e outros fatores, mas os espectros oferecem uma visão da composição da superfície. Tal como acontece com as cores, os espectros observados podem ajustar-se a vários modelos da superfície.
Assinaturas de gelo de água foram confirmadas em vários centauros (incluindo 2060 Quíron, 10199 Cáriclo e 5145 Folo). Além da assinatura de gelo de água, vários outros modelos foram apresentados:
- Sugere-se que a superfície de Cáriclo seja uma mistura de tolinas (como os detectados em Titã e Tritão) com carbono amorfo.
- Foi sugerido que Folo é coberto por uma mistura de tolinas semelhantes a Titã, negro de carbono, olivina[30] e gelo de metanol.
- A superfície de 52872 Ocírroe foi sugerida como uma mistura de querogênios, olivinas e uma pequena porcentagem de gelo de água.
- 8405 Asbolo foi sugerido como uma mistura de 15% de tolina tipo Tritão, 8% de tolina tipo Titã, 37% de carbono amorfo e 40% de tolina de gelo.

2060 Quíron parece ser o mais complexo. Os espectros observados variam dependendo do período de observação. A assinatura do gelo de água foi detectada durante um período de baixa atividade e desapareceu durante a alta atividade.

### Semelhanças com cometas

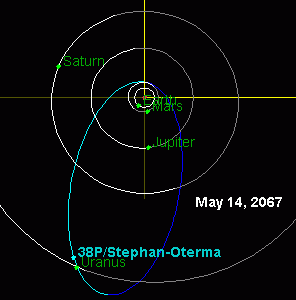
O cometa 38P exibe um comportamento semelhante ao de um centauro ao se aproximar de Júpiter, Saturno e Urano entre 1982 e 2067

Observações de 2060 Quíron em 1988 e 1989 perto de seu periélio descobriram que ele exibia um coma (uma nuvem de gás e poeira evaporando de sua superfície). Portanto, agora é oficialmente classificado como um planeta menor e um cometa, embora seja muito maior do que um cometa típico e haja alguma controvérsia persistente. Outros centauros estão sendo monitorados quanto a atividades semelhantes a cometas: até agora, dois, 60558 Equeclo e 166P/NEAT mostraram tal comportamento. O 166P/NEAT foi descoberto enquanto exibia um coma e, portanto, é classificado como um cometa, embora sua órbita seja a de um centauro. 60558 Equeclo foi descoberto sem coma, mas recentemente tornou-se ativo, e agora também é classificado como um cometa e um asteroide. No geral, existem cerca de 30 centauros para os quais foi detectada atividade, com a população ativa inclinada para objetos com distâncias de periélio menores.
O monóxido de carbono foi detectado em 60558 Equeclo e Quíron em quantidades muito pequenas, e a taxa de produção de CO derivada foi calculada como suficiente para explicar o coma observado. A taxa de produção de CO calculada de 60558 Equeclo e Quíron é substancialmente menor do que a normalmente observada para 29P/Schwassmann-Wachmann, outro cometa distantemente ativo frequentemente classificado como um centauro.
Não há distinção orbital clara entre centauros e cometas. Ambos 29P/Schwassmann-Wachmann e 39P/Oterma foram referidos como centauros, pois possuem órbitas típicas de centauros. O cometa 39P/Oterma está atualmente inativo e foi visto como ativo apenas antes de ser perturbado em uma órbita centauro por Júpiter em 1963. O fraco cometa 38P/Stephan-Oterma provavelmente não apresentaria coma se tivesse uma distância de periélio além da órbita de Júpiter a 5 UA. No ano 2200, o cometa 78P/Gehrels provavelmente migrará para fora em uma órbita semelhante à de um centauro.

### Períodos rotacionais
Uma análise de periodograma das curvas de luz desses 2060 Quíron e 10199 Cáriclo dá, respectivamente, os seguintes períodos de rotação: 5.5±0.4~h e 7.0± 0.6~h.

### Tamanho, densidade e refletividade
Centauros podem atingir diâmetros de até centenas de quilômetros. Os maiores centauros têm diâmetros superiores a 300 km e residem principalmente além de 20 UA.

## Hipóteses de origem
O estudo das origens dos centauros é rico em desenvolvimentos recentes, mas quaisquer conclusões ainda são prejudicadas por dados físicos limitados. Diferentes modelos foram apresentados para a possível origem dos centauros.
Simulações indicam que a órbita de alguns objetos do cinturão de Kuiper pode ser perturbada, resultando na expulsão do objeto para que se torne um centauro. Os objetos do disco disperso seriam dinamicamente os melhores candidatos (por exemplo, os centauros poderiam fazer parte de um disco disperso "interno" de objetos perturbados para dentro do cinturão de Kuiper), para tais expulsões, mas suas cores não condizem com a natureza bicolor dos centauros. Os plutinos são uma classe de objetos do cinturão de Kuiper que exibem uma natureza bicolor semelhante, e há sugestões de que nem todas as órbitas dos plutinos são tão estáveis quanto se pensava inicialmente, devido à perturbação de Plutão.

Novos desenvolvimentos são esperados com mais dados físicos sobre os objetos do cinturão de Kuiper.
Alguns centauros podem ter sua origem em episódios de fragmentação, talvez desencadeados durante encontros próximos com Júpiter. As órbitas dos centauros 2020 MK4, P/2008 CL94 (Lemmon) e P/2010 TO20 (LINEAR-Grauer) passam perto do cometa 29P/Schwassmann-Wachmann, o primeiro centauro descoberto e encontros próximos são possíveis nos quais um dos os objetos atravessam o coma de 29P quando ativos.
Pelo menos um centauro, 2013 VZ70, pode ter origem entre a população de luas irregulares de Saturno por meio de impacto, fragmentação ou perturbação de maré.

## Centauros notáveis
| Nome           | Ano  | Descobridor                      | Meia-vida (para a frente) | Classe |
| -------------- | ---- | -------------------------------- | ------------------------- | ------ |
| 55576 Âmico    | 2002 | NEAT em Palomar                  | 11.1 Ma                   | UK     |
| 54598 Bienor   | 2000 | Marc W. Buie et al.              | ?                         | U      |
| 10370 Hilónome | 1995 | Observatórios de Mauna Kea       | 6.3 Ma                    | UN     |
| 10199 Cáriclo  | 1997 | Spacewatch                       | 10.3 Ma                   | U      |
| 8405 Asbolo    | 1995 | Spacewatch (James V. Scotti)     | 0.86 Ma                   | SN     |
| 7066 Nesso     | 1993 | Spacewatch (David L. Rabinowitz) | 4.9 Ma                    | SK     |
| 5145 Folo      | 1992 | Spacewatch (David L. Rabinowitz) | 1.28 Ma                   | SN     |
| 2060 Quíron    | 1977 | Charles T. Kowal                 | 1.03 Ma                   | SU     |

1. ↑  A classe é definida pela distância do periélio e afélio do objeto: S indica um periélio/afélio perto de Saturno, U perto de Urano, N perto de Netuno e K no cinturão de Kuiper.